# Tournefortia lanceolata
Tournefortia lanceolata là loài thực vật có hoa trong họ Mồ hôi. Loài này được Fresenius miêu tả khoa học đầu tiên.